# María Simón
María Simón (Montevideo, 4 de juny de 1954) és una enginyera i política uruguaiana pertanyent al Front Ampli, que fou ministra d'Educació i Cultura del seu país durant el govern del president Tabaré Vázquez, entre 2008 i 2010, i viceministra de la mateixa cartera entre 2010 i 2012.
Va rebre el títol de l'Ordre de Cavaller del Mèrit, atorgat per França el 2009.

## Biografia
Es graduà en Enginyeria Industrial el 1980 i des de 1993 fou professora titular Grau 5 del Departament de Telecomunicacions de l'Institut d'Enginyeria Elèctrica de la Facultat d'Enginyeria de la Universitat de la República. Va ser, així mateix, directora de l'Institut d'Enginyeria Elèctrica i Cap del Departament de Telecomunicacions del mateix institut. Dictà cursos de grau sobre modulació i cursos de postgrau en la seva especialitat.
Simón va ser degana de la facultat d'Enginyeria de la UdelaR des de 1998 a 2005, quan ocupà la presidència d'ANTEL, un ens de telecomunicacions de l'Estat. El 2008 reemplaçà Jorge Brovetto al ministeri d'Educació i Cultura. Va exercir el càrrec de ministra fins a l'1 de març del 2010.
L'agost del 2009, la ministra Simón va tornar a obrir el debat públic sobre la pertinència de crear un Ministeri de Justícia i Drets Humans, separat del d'Educació i Cultura.
Al març de 2015 va ser elegida novament Degana de la Facultat d'Enginyeria de la Universitat de la República fins al 2019, sent reelecta per quarta vegada fins a febrer de 2023.